# Тібо Монне
Тібо Монне (фр. Thibaut Monnet; 2 лютого 1982, м. Мартіньї, Швейцарія) — швейцарський хокеїст, лівий нападник. Виступає за Амбрі-Піотта у Швейцарській національній лізі.
Вихованець хокейної школи ХК «Мартіньї». Виступав за ХК «Мартіньї», ХК «Лозанна», ХК «Ла-Шо-де-Фон», ХК «Фрібур-Готтерон», ХК «Лангнау», СК Берн, ЦСК Лайонс.
У складі національної збірної Швейцарії учасник зимових Олімпійських ігор 2010; учасник чемпіонатів світу2007, 2008, 2009, 2010 і 2011. У складі молодіжної збірної Швейцарії учасник чемпіонатів світу 2001 і 2002. У складі юніорської збірної Швейцарії учасник чемпіонатів світу 1999 і 2000.
Досягнення
- Чемпіон Швейцарії (2008, 2012)
- Переможець Ліги чемпіонів (2009)
- Володар Кубка Вікторії (2009).